# Sweden Hockey Games
Sweden Hockey Games (dříve Švédský pohár, později Globen Cup nebo LG Hockey Games 2006–2011, Oddset Hockey Games 2012–2014) je každoročně pořádaný hokejový turnaj, který je pořádaný v rámci Euro Hockey Tour ve Švédsku. První ročník turnaje se odehrál v roce 1980, ještě pod názvem Švédský pohár. V roce 1991 bylo klání přejmenováno na Globen Cup a v roce 2006 na LG Hockey Games. Od roku 2012 nese turnaj název Oddset Hockey Games. V rámci Euro Hockey Tour pak od roku 1997. Turnaj se hraje většinou ve Stockholmu. V letech 1991 až 2003 se turnaje účastnila i reprezentace Kanady. Poslední ročník se měl uskutečnit v roce 2014. Na začátku roku 2017 se ovšem odehrál další ročník turnaje.

## Přehled jednotlivých turnajů
| Rok                                   | Zlatá medaile | Stříbrná medaile | Bronzová medaile | 4. místo   |
| ------------------------------------- | ------------- | ---------------- | ---------------- | ---------- |
| 1980                                  | SSSR          | Švédsko          | ČSSR             | Finsko     |
| 1984                                  | ČSSR          | SSSR             | Švédsko          | Finsko     |
| 1991                                  | SSSR          | Švédsko          | Finsko           | ČSFR       |
| 1992                                  | Kanada        | SNS              | ČSFR             | Švédsko    |
| 1993                                  | Švédsko       | Česko            | Rusko            | Kanada     |
| 1994                                  | Česko         | Švédsko          | Kanada           | Rusko      |
| 1995                                  | Švédsko       | Rusko            | Česko            | Kanada     |
| 1996                                  | Švédsko       | Česko            | Rusko            | Kanada     |
| Od roku 1997 součást Euro Hockey Tour |               |                  |                  |            |
| 1997                                  | Finsko        | Švédsko          | Rusko            | Kanada     |
| 1998                                  | Švédsko       | Česko            | Finsko           | Rusko      |
| 1999                                  | Finsko        | Švédsko          | Kanada           | Česko      |
| 2000                                  | Finsko        | Česko            | Kanada           | Rusko      |
| 2001 (únor)                           | Švédsko       | Finsko           | Kanada           | Česko      |
| 2001 (listopad)                       | Švédsko       | Česko            | Finsko           | Rusko      |
| 2002                                  | nehrálo se    | nehrálo se       | nehrálo se       | nehrálo se |
| 2003                                  | Rusko         | Švédsko          | Kanada           | Finsko     |
| 2004                                  | Švédsko       | Česko            | Rusko            | Finsko     |
| 2005                                  | Švédsko       | Česko            | Rusko            | Finsko     |
| 2006                                  | Rusko         | Finsko           | Švédsko          | Česko      |
| 2007                                  | Švédsko       | Rusko            | Česko            | Finsko     |
| 2008                                  | Rusko         | Finsko           | Švédsko          | Česko      |
| 2009                                  | Švédsko       | Rusko            | Finsko           | Česko      |
| 2010                                  | Finsko        | Česko            | Rusko            | Švédsko    |
| 2011                                  | Švédsko       | Rusko            | Finsko           | Česko      |
| 2012                                  | Švédsko       | Česko            | Finsko           | Rusko      |
| 2013                                  | Finsko        | Česko            | Rusko            | Švédsko    |
| 2014                                  | Finsko        | Česko            | Švédsko          | Rusko      |
| 2015                                  | nehrálo se    | nehrálo se       | nehrálo se       | nehrálo se |
| 2016                                  | nehrálo se    | nehrálo se       | nehrálo se       | nehrálo se |
| 2017                                  | Rusko         | Česko            | Švédsko          | Finsko     |
| 2018                                  | Finsko        | Švédsko          | Rusko            | Česko      |
| 2019                                  | Česko         | Rusko            | Švédsko          | Finsko     |
| 2020                                  | Švédsko       | Česko            | Finsko           | Rusko      |
| 2021                                  | Rusko         | Švédsko          | Finsko           | Česko      |
| 2022                                  | Česko         | Švédsko          | Švýcarsko        | Finsko     |
| 2023                                  | Švédsko       | Finsko           | Česko            | Švýcarsko  |
| 2024                                  | Finsko        | Švédsko          | Česko            | Švýcarsko  |
| 2025                                  | Finsko        | Česko            | Švýcarsko        | Švédsko    |

## Historická tabulka vítězství
| Stát           | Počet | Rok                                                                                                  |
| -------------- | ----- | --- |
| Švédsko        | 14×   | 1993, 1995, 1996, 1998, 2001 (únor), 2001 (listopad), 2004, 2005, 2007, 2009, 2011, 2012, 2020, 2023 |
| Finsko         | 7×    | 1997, 1999, 2000, 2010, 2013, 2014, 2018                                                             |
| Rusko          | 5×    | 2003, 2006, 2008, 2017, 2021                                                                         |
| Česko          | 3×    | 1994, 2019. 2022                                                                                     |
| Sovětský svaz  | 2×    | 1980, 1991                                                                                           |
| Československo | 1×    | 1984                                                                                                 |
| Kanada         | 1×    | 1992                                                                                                 |